# Diarthron lessertii
Diarthron lessertii är en tibastväxtart som först beskrevs av Johan Emanuel Wikström, och fick sitt nu gällande namn av Kit Tan. Diarthron lessertii ingår i släktet Diarthron och familjen tibastväxter. Inga underarter finns listade i Catalogue of Life.